# Blauw-Wit in het seizoen 1955/56
Het seizoen 1955/1956 was het tweede jaar in het bestaan van de Amsterdamse betaaldvoetbalclub Blauw-Wit. De club kwam uit in de Eerste klasse B en eindigde daarin op een gedeelde tweede plaats, dit betekende dat de club in het nieuwe seizoen uitkwam in de Eerste divisie.

## Wedstrijdstatistieken

### Eerste klasse B
|       | Baronie | Blauw-Wit | 't Gooi | Haarlem | Helmond | Heracles | Hermes DVS | Leeuwarden | LONGA | ONA   | Rheden | Wageningen | Zwolsche Boys |
| ----- | ------- | --------- | ------- | ------- | ------- | -------- | ---------- | ---------- | ----- | ----- | ------ | ---------- | ------------- |
| Thuis | 5 – 1   | 3 – 2     | 0 – 2   | 3 – 1   | 2 – 1   | 3 – 2    | 0 – 2      | 3 – 1      | 5 – 2 | 2 – 0 | 2 – 1  | 2 – 1      | 2 – 0         |
| Uit   | 1 – 5   | 2 – 3     | 0 – 1   | 1 – 0   | 1 – 1   | 3 – 2    | 2 – 1      | 2 – 1      | 4 – 1 | 6 – 1 | 3 – 5  | 2 – 0      | 1 – 2         |

## Statistieken Blauw-Wit 1955/1956

### Eindstand Blauw-Wit in de Nederlandse Eerste klasse B 1955 / 1956
| Stand | Gespeeld | Gewonnen | Gelijk | Verloren | Punten | Doelpunten voor | Doelpunten tegen |
| ----- | -------- | -------- | ------ | -------- | ------ | --------------- | ---------------- |
| 2e    | 26       | 16       | 1      | 9        | 33     | 55              | 44               |

### Topscorers
| Competitie \| # \| Naam \| \| \| ------ \| ---------------- \| -- \| \| 1. \| Aad van der Zant \| 14 \| \| 2. \| Piet Frederiks \| 13 \| \| 3. \| Wim van Lent \| 6 \| \| 4. \| Nico Engelander \| 4 \| \| 4. \| Piet Fens \| 4 \| \| 6. \| Jan Dahrs \| 3 \| \| 6. \| Arie Klein \| 3 \| \| 6. \| Piet Koekebakker \| 3 \| \| 9. \| Herman Koers \| 2 \| \| 9. \| Otto Polak \| 2 \| \| 11. \| Van der Mee \| 1 \| \| Totaal \| Totaal \| 55 \| |                  |      |
| # | Naam             | Goal |
| 1. | Aad van der Zant | 14   |
| 2. | Piet Frederiks   | 13   |
| 3. | Wim van Lent     | 6    |
| 4. | Nico Engelander  | 4    |
| 4. | Piet Fens        | 4    |
| 6. | Jan Dahrs        | 3    |
| 6. | Arie Klein       | 3    |
| 6. | Piet Koekebakker | 3    |
| 9. | Herman Koers     | 2    |
| 9. | Otto Polak       | 2    |
| 11. | Van der Mee      | 1    |
| Totaal | Totaal           | 55   |